# Свети Атанасий (Хърсово)
Вижте пояснителната страница за други значения на Свети Атанасий.
„Свети Атанасий“ е възрожденска църква в светиврачкото село Хърсово, България, част от Неврокопската епархия. Обявена е за паметник на културата.

## Местоположение
Храмът е разположен в центъра на селото.

## Архитектура
Църквата е изградена в 1860 година. В архитектурно отношение е трикорабна псевдобазилика. Таваните на трите кораба са дървени и са резбовани с розети и ромбове. Над централния кораб в кръгъл медальон е Христос Вседържител. Иконостасът е изписан, със занаятчийска резба по венчилката с много интересни мотиви – слънце във фронтона, мустакат войник със стълба и клещи до кръста с разпънатия Христос, петел. Повечето от иконите в царския ред на иконостаса са изпълнени от XVIII век, дело на неизвестен зограф. По-късно частично са надживописани. Нимбовете и някои длани са със сребърни обкови с орнаменти. На нимба на Свети Николай е изписана годината 1788, а този на Богородица е от 1789 година. Иконата на Свети Димитър от 1852 година вероятно е на Серги Георгиев. Северната врата на иконостаса е с изображение от 1880 година на Архангел Михаил, дело на Димитър Неделчев. В църквата работи и Лазар Аргиров. В храма се съхраняват и други икони от XIX век, по-интересна от които е на Света Анастасия Фармаколитрия.